# Lutica clementea
Lutica clementea là một loài nhện trong họ Zodariidae.
Loài này thuộc chi Lutica. Lutica clementea được Willis J. Gertsch miêu tả năm 1961.